# 조젠지 스트리트 재즈 페스티벌 in SENDAI
조젠지 스트리트 페스티벌 in SENDAI(일본어: 定禅寺ストリートジャズフェスティバル in SENDAI)는 미야기현 센다이시의 죠젠지도오리(定禅寺通)를 중심으로, 센다이 시 도심부 여러곳의 야외 길거리를 무대로 삼아 열리는 무료 시민 음악제이다. 매년 9월 두 번째 토, 일요일에 개최되며, 전야제를 포함한 3일간 시내는 음악 일색이 된다.